# Ágotha Demeter
Ágotha Demeter (Székelyudvarhely, 1742. – Kézdivásárhely-Kanta, 1783. május 25.) ferences szerzetes, író, tanár.

## Élete
Firtoson lépett be a rendbe, a noviciátus után Kolozsvárt tanult filozófiát, Eperjesen teológiát. 1767-ben szentelték pappá, 1767-68-ban Kézdivásárhely-Kantán tanított, majd Firtoson házgondnok, Marosvásárhelyen, és Kézdivásárhely-Kantán hitszónokként működött, később pedig Erdély apostoli misszionáriusa lett. Firtoson volt házfőnök, majd visszatért Kézdivásárhely-Kantára, itt adták elő iskoladrámáit is.

## Művei
(Zárójelben az előadás dátuma)
- De Philippo rege Macedonum (1768. augusztus 2.)
- De Lysandro et Maxentio (1769. augusztus 2.)
- Szerelmes engedelmességnek áldozattya, avagy Ábrahám Pátriárka kedves egyetlen egy Izsákjának bemutatása (1777. június 13.)

Kéziratos drámái kéziratban, egyetlen példányban, csonkán maradtak fenn.